# Mila 23
Mila 23 (ros. Мила 23-я) – wieś w Rumunii, w okręgu Tulcza, w gminie Crișan. W 2011 roku liczyła 457 mieszkańców.